# حق‌الحقایق
حق‌الحقایق یا «شاهنامه حقیقت» از تألیفات منظوم حاج نعمت‌الله جیحون‌آبادی (۱۲۵۰- ۱۲۹۸شمسی) به زبان فارسی است که اولین بار در سال ۱۳۴۵ شمسی توسط انجمن فرهنگی فرانسه در ایران تحت نظر هانری کوربن، خاورشناس و اسلام‌شناس فرانسوی منتشر شد. هانری کربن، منظومه‌ شاهنامه‌ حقیقت را، کتابی در جای خود، کتاب مقدس نامیده است.
شاهنامه حقیقت، شامل تاریخ روحانی انسان از دوران پیش از خلقت عالم تا روزگار شخص مصنف است. در این کتاب حاج نعمت‌الله به کاوش در اسطوره‌های مسلک اهل حق می‌پردازد و تاریخ منظوم بزرگان و جهان‌بینی این مسلک را توضیح می‌دهد. او همچنین جایگاه هر یک از این شخصیت‌ها را در حوزه‌ فرشته‌شناسی اهل حق بیان می‌کند. در کتاب شاهنامه حقیقت، حاج‌نعمت‌ا‌لله به شرح و توصیف رویدادهای تاریخی نمی‌پردازد. بلکه واقعیت‌های معنوی‌ای را که در باطن، مسبّب آن رویدادها بوده است تشریح می‌کند.
کتاب حق‌الحقایق شامل ۱۵۰۴۲ بیت است که در پنج جزو یا بخش تنظیم شده است. آخرین بخش کتاب، جزو پنجم نعیم می‌باشد که شامل۲۲۳۱ بیت است. در این بخش حاج نعمت‌الله احوالات خود و حوادث اطراف آن را تشریح می‌کند. در این کتاب علاوه بر شرح حال بزرگان معنوی، مطالب دیگری از جمله پند و نصیحت، مناجات و ... بیان شده است.
حق‌الحقایق با ویرایش و پیشگفتار دکتر محمد مکری در سال ۱۳۶۱ شمسی در تهران و از سوی انتشارات طهوری به چاپ رسید. او در مقدمه کتاب می‌گوید: «چاپ و انتشار حق‌الحقایق سهم بزرگی در شناسایی آداب مذهبی اهل حق دارد ... ».
پس از اولین چاپ کتاب، توضیحاتی در مورد بعضی از اصطلاحات آن در رساله‌ای به نام «حاشیه بر حق‌الحقایق» توسط استاد الهی فرزند حاج نعمت‌الله نگاشته شده است که ضمیمه‌ی کتاب می‌باشد.
در چاپ‌های بعدی ۳۹۰۰ بیت دیگر که در زمان چاپ اول در دسترس ناشر نبود، به کتاب اضافه شده است.

## نمونه اشعار
بی‌وفایی دنیا و شکوه از چرخ گردون 
| گله دارم از چرخ گردون گله     |  | همی خیزد از گردشش غلغله        |
| همان چرخ چپ‌گرد عالم‌فریب       |  | گهی برفراز است و گه بر نشیب    |
| ندانم چه گویم به آن کوژپشت    |  | گهی نیک روی‌است و گه روی زشت    |
| یکی را دهد قوت با خون دل      |  | کند بسترش جفت با خاک و گل      |
| یکی را دهد ذوق در جشنگاه      |  | یکی را به ماتم نشاند به گاه    |
| ندانم رهش چیست چرخ کهن        |  | که نالند از وی همه مرد و زن    |
| ...                           |  | ...                            |
| ندیده کس از دهر یک جو وفا     |  | نَبُد راحتی بهرِ کس جز جفا        |
| زمانه بدین‌سان گرفته قرار      |  | گهی چون خزان است گه نوبهار     |
| که هر لحظه یک رنگ دارد به سر  |  | ندارد به کس سود الا ضرر        |
| گذر کرده از وی بسی مردمان     |  | که بی کام در خاک گشته نهان     |
| مشو غافل ای دل از این چرخ پیر |  | که باشد همیشه در این دار و گیر |
| ...                           |  | ...                            |
| ز انسان به جز نام نبوَد نشان   |  | به نیک و بدی ماند اندر جهان    |
| اگر نیک بوده شود نیک نام      |  | وگر نه بُدی بَد، بد است تا قیام  |
| دلا تا توانی به نیکی گذر      |  | که نیکی رهاند ترا در دو سر     |
| ز دنیا به نیکی بمانی به یاد   |  | ز عقبا به جنت شوی قلب شاد      |